# Showgirl

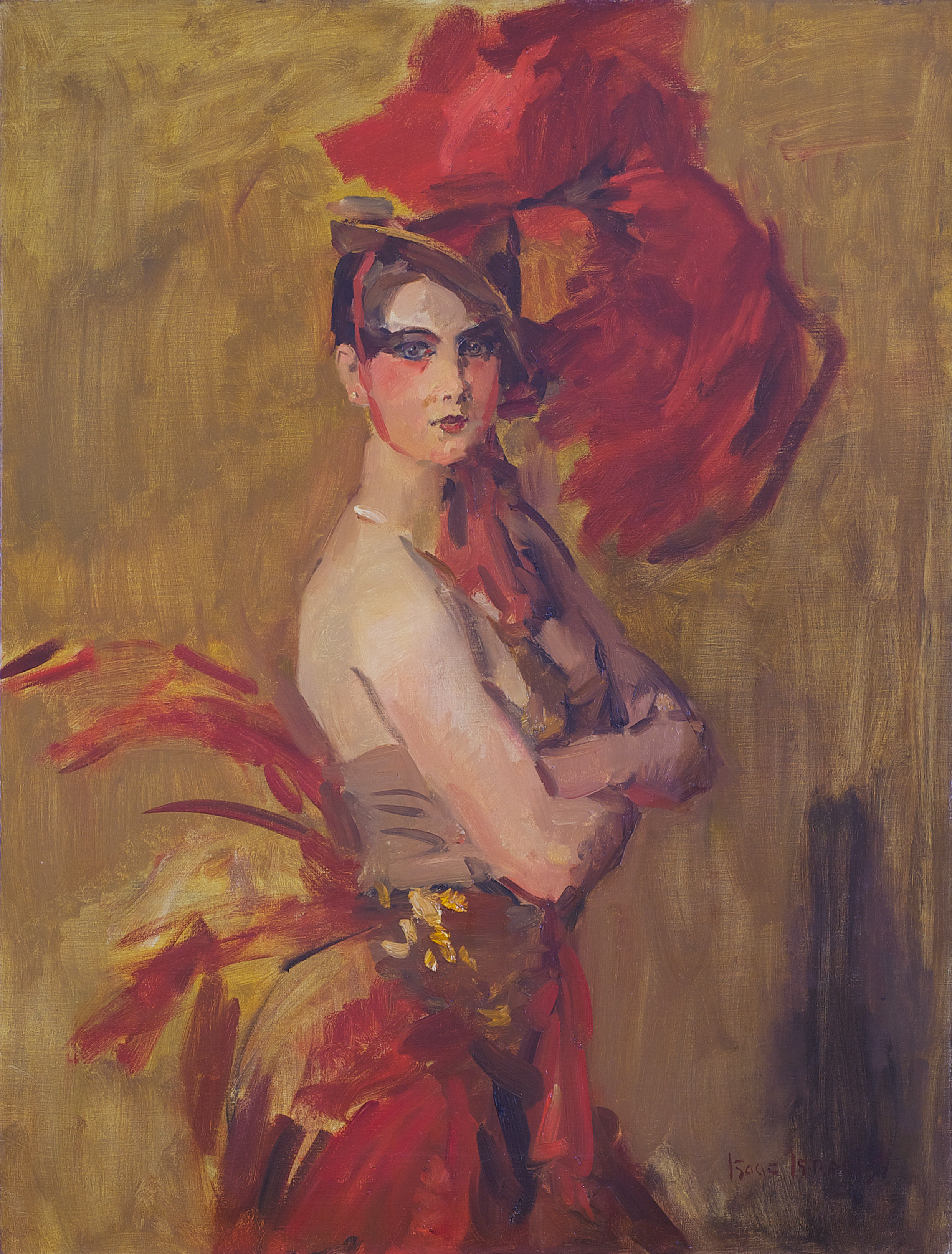
Show-girl (La Cocotte) al Scala Theatre, La Haia; per Isaac Israëls.

Una showgirl és una ballarina o intèrpret en un espectacle de teatre destinat a mostrar els atributs físics de la intèrpret, en general per mitjà de roba reveladora o fins i tot topless o nuesa. Showgirls s'associen sovint amb la música i la dansa.

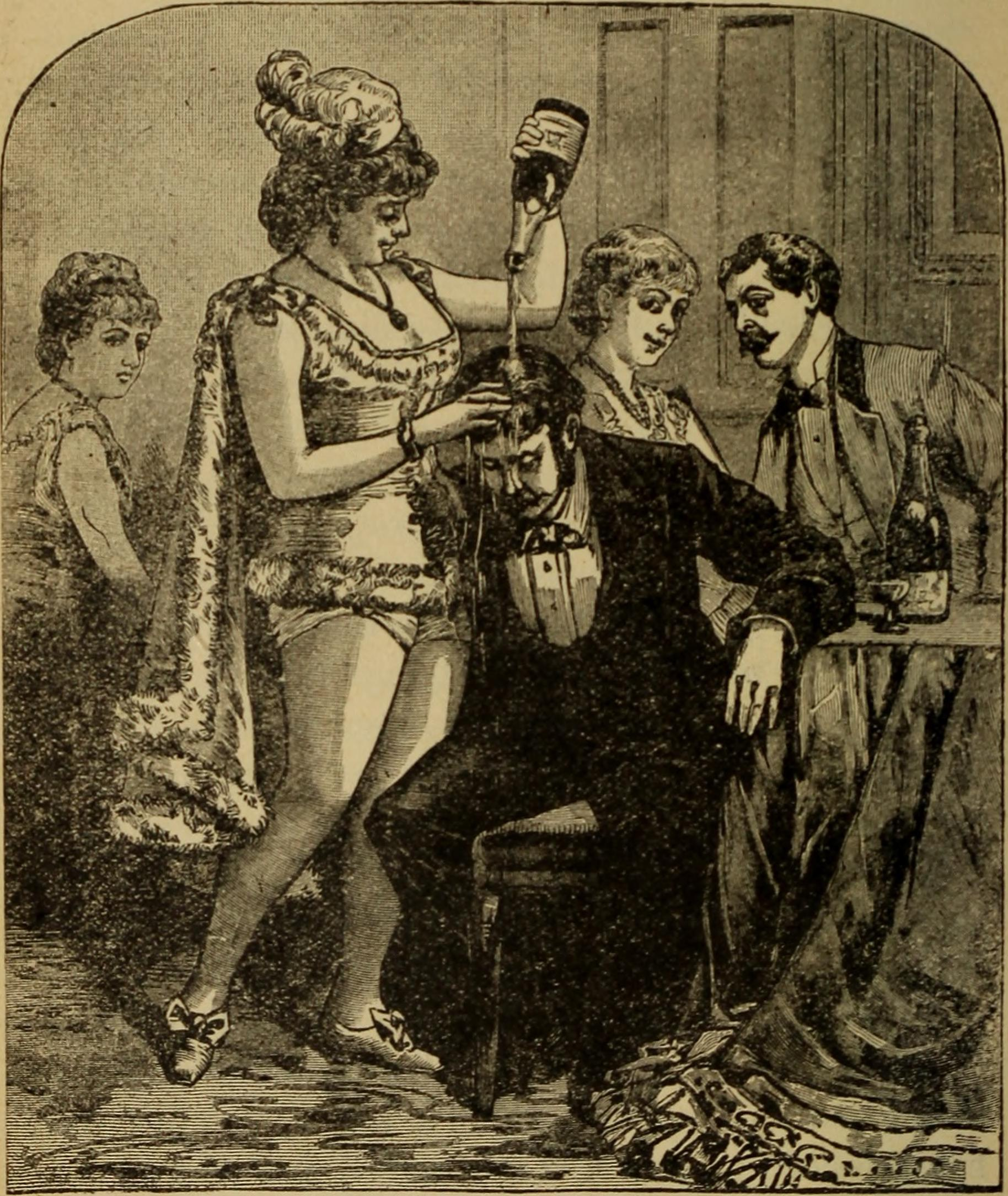
Espectacle de 1893

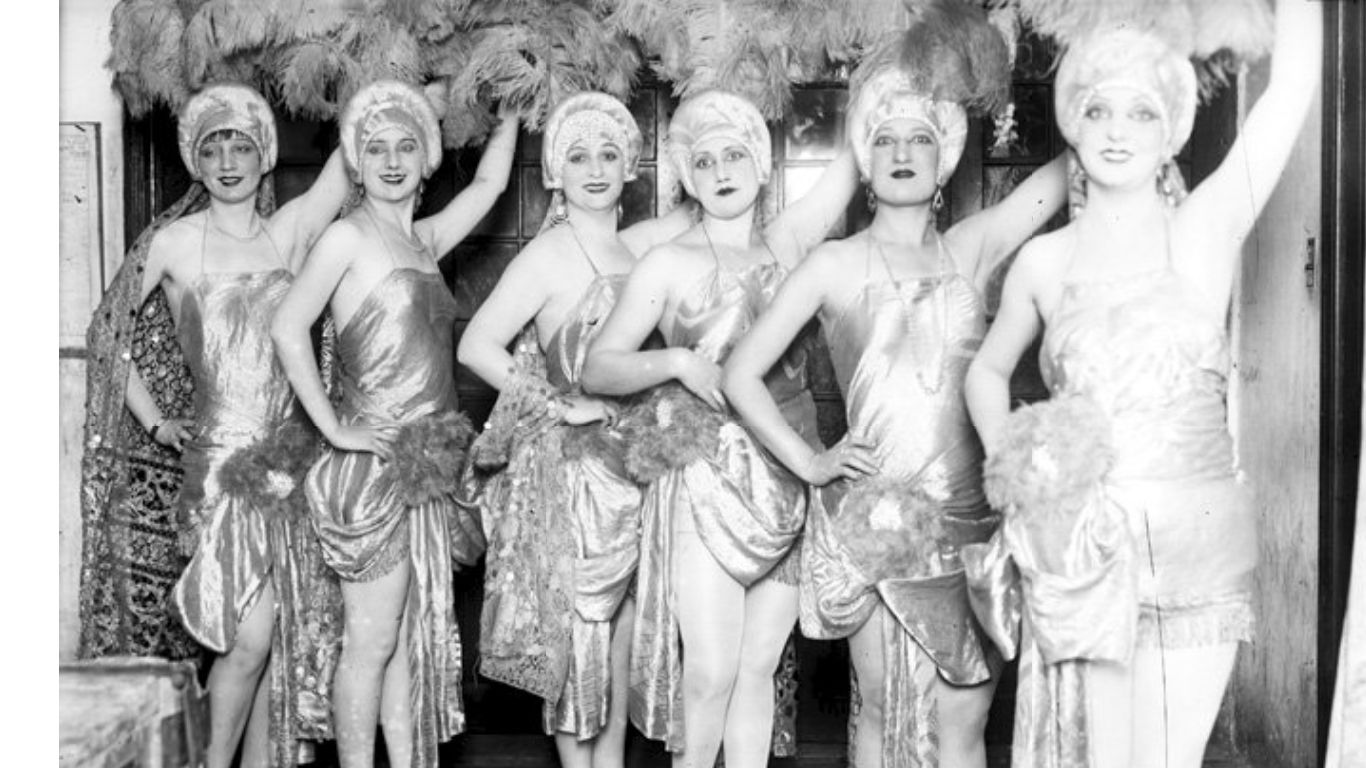
Showgirls de Madame Rasami, 1920

El terme showgirl s'aplica a vegades a una model promocional empleada en fires i demostracions comercials.

## Història

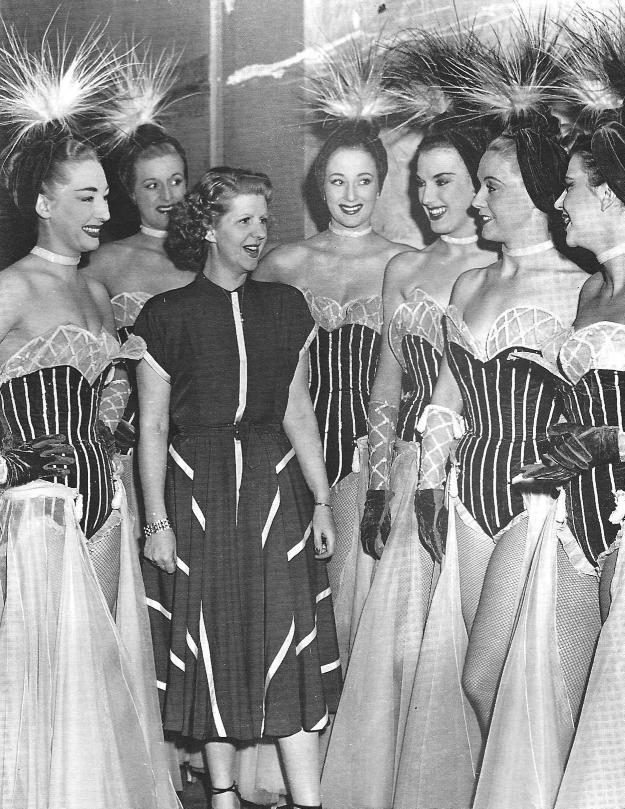
Margaret Kelly amb les Bluebell Girls el 1948.

Les showgirls daten de finals de segle xix en music halls i en cabarets parisencs com el Moulin Rouge, el Lido de París i el Folies Bergère. Una de les ballarines del Folies Bergère, la ballarina irlandesa Margaret Kelly, és considerada una de les més famoses productores i formadores de showgirls, si no és que la inventora del format de showgirl modern. Després de la Segona Guerra Mundial, ella va començar a treballar en el Lido de París amb el productor Donn Arden. La seva companyia de revista, les Bluebell Girls, foren des de 1947 estrelles de renom mundial, i per a finals de la dècada de 1950 havien estat actives a tot el món.

## Showgirlsde Las Vegas

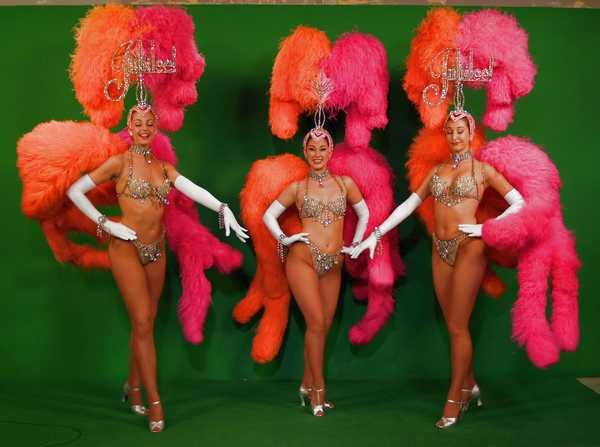
Showgirls de l'espectacle Jubilee!.

A Las Vegas es van presentar per primera vegada showgirls el 1952 com l'acte d'obertura i tancament, ballant al voltant dels espectacles de capçalera. Van ser presentades al Sands Hotel per a un xou amb Danny Thomas. En 1957, Minsky's Follies va prendre l'escenari al Desert Inn i va donar a llum a les showgirls en toples a Las Vegas. Això va ser seguit per l'espectacle The Lido de Paris, al casino Stardust Resort & Casino, que va funcionar durant 31 anys. Jubilee! va ser un espectacle produït originalment per Donn Arden a Las Vegas que es va presentar des de 1981 fins al 2016.

## Revistes ambshowgirls
- Calypso Cabaret (Bangkok, Tailàndia)
- Folies Bergère (París)
- Folies du Lac (París)
- Jubilee! (Las Vegas)
- La Nouvelle Eve (París)
- Lido de París (París)
- Moulin Rouge (París)
- Paradis Latin (París)
- Roderick Palazuelo's Platinum Stars (Mèxic)
- Splash (Riviera, Las Vegas)
- The Fabulous Palm Springs Follies (Palm Springs, Califòrnia; únic en que la seva línea de cors és de showgirls als 50s, 60s y 70s)
- The Francis Show (Mèxic, show de travestits)
- Tihany Spectacular Circus (Brasil-Mèxic)
- Tropicana (L'Havana, Cuba)
- Cabaret Red Light (Filadèlfia, Estats Units)
- VIVA Cabaret Showbar (Blackpool, Regne Unit)
- 90 Degrees & Rising (Dunes Hotel & Casino, Las Vegas)[5]

## En la cultura popular
- La pel·lícula Gold Diggers i les pel·lícules subseqüents (The Gold Diggers, 1923; Gold Diggers of Broadway, 1929; Gold Diggers of 1933, 1933; Gold Diggers of 1935, 1935; Gold Diggers of 1937, 1936, i Gold Diggers in Paris, 1938)
- Guys and Dolls, una producció de Broadway de 1950, mostra a la senyoreta Adelaide, la promesa del personatge principal, com una showgirl en diversos números musicals.
- The Golddiggers, una companyia que va actuar en el programa de Dean Martin The Dean Martin Show, a partir de 1968.
- Showgirls, una pel·lícula de 1995 dirigida per Paul Verhoeven i protagonitzada per Elizabeth Berkley.
- Kylie Minogue es va inspirar en diferents tipus de showgirls, i es va inspirar en elles per a nomenar els seus gires de concerts: Showgirl: The Greatest Hits Tour i Showgirl: Homecoming Tour. Moltes de les seves interpretacions inclouen temes de showgirls.